# Orophotus univittatus
Orophotus univittatus là một loài ruồi trong họ Asilidae. Orophotus univittatus được Becker miêu tả năm 1925. Loài này phân bố ở miền Ấn Độ - Mã Lai.